# Interurban

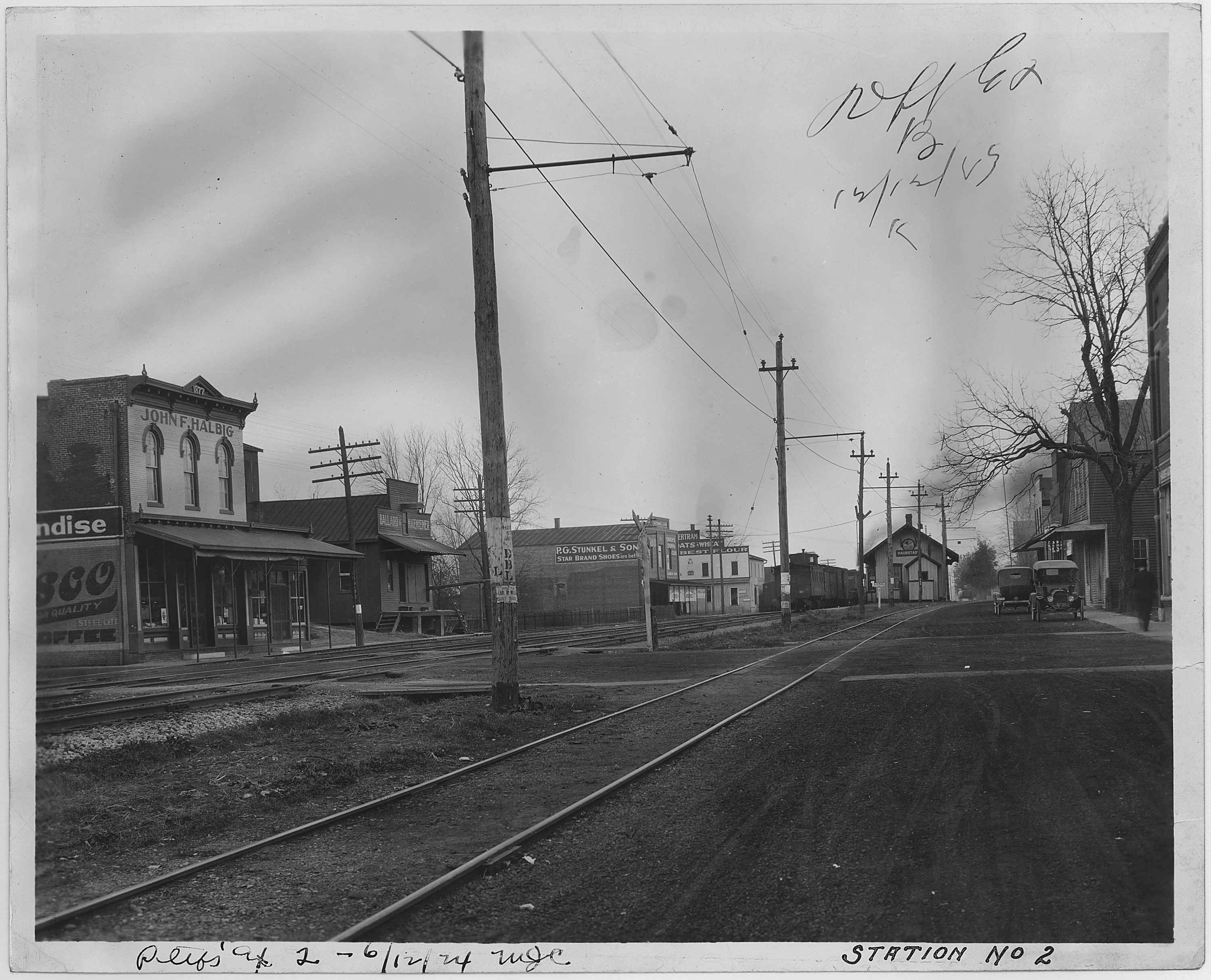
Interurban vonal Indiana államban 1924-ben

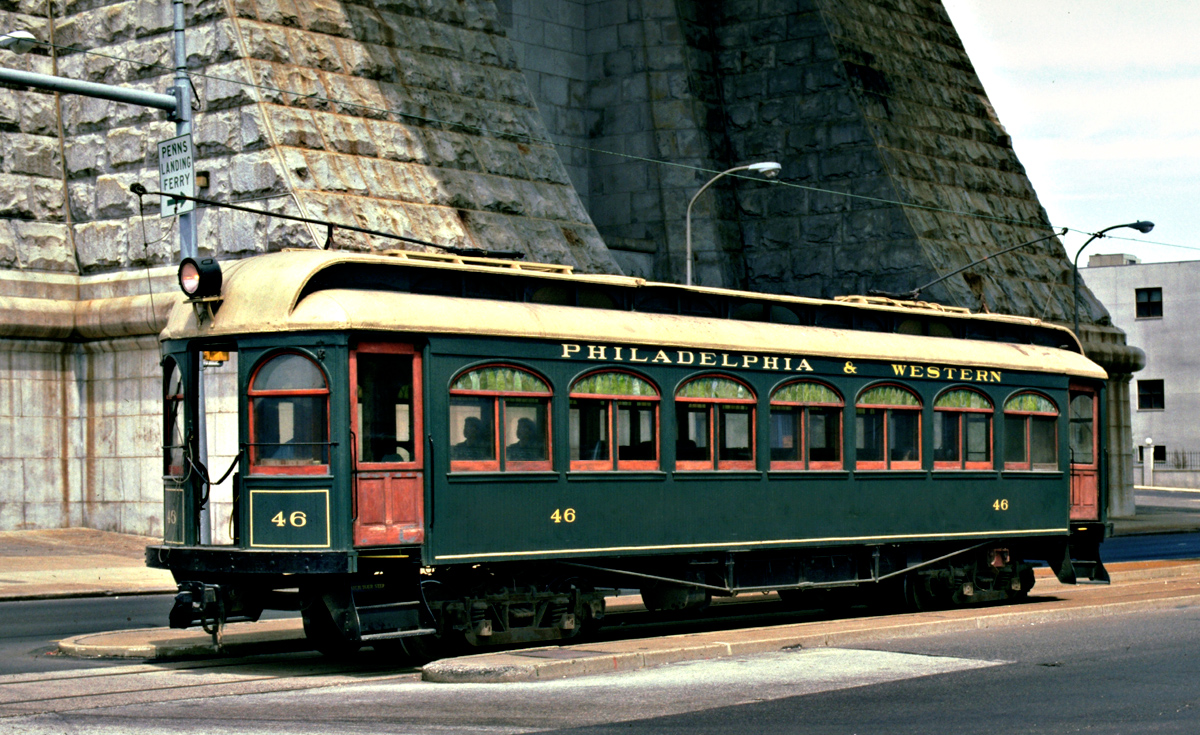
A Philadelphia and Western Railroad Interurban kocsija 1990-ben

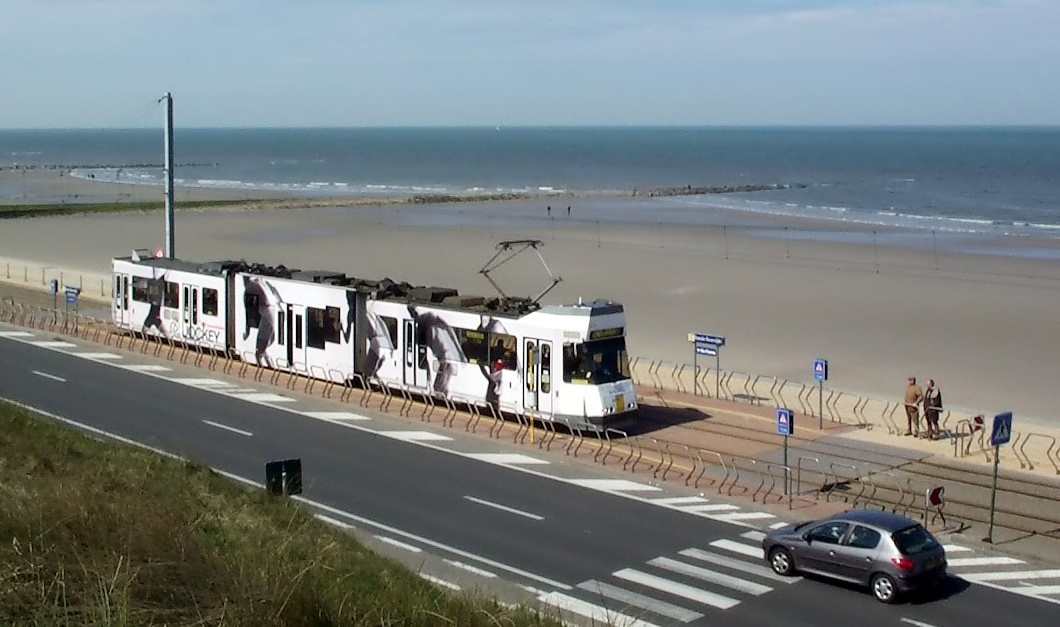
Interurban napjainkban Belgiumban

Az Interurban a villamos közeli rokona, ám ezek a járatok már nem csak egy nagyváros igényeit, hanem a városhoz tartozó kisebb települések személyforgalmát is ellátták. Az Interurbanok fő profilja a személyszállítás volt, de a vonalakon teherszállítást is végeztek.
Az Interurban elsősorban az USA-ban terjedt el, de Európában is épült néhány olyan vonal, mely ebbe a kategóriába esik. Amerikán kívül Japánban, Hollandiában, Belgiumban és Lengyelországban épültek ki nagyobb hálózatok.
Az Interurban társaságok a vágányaikat a városok utcáira fektették le, így a kocsik az utcákon futottak, akárcsak a villamosok. Fontos szempont volt még, hogy csak villamos üzemet engedélyeztek. A járművek sebessége és teljesítménye nagyobb volt, mint a korabeli villamosoké, ez lehetővé tette a meredekebb pályák építését is. A vasúti vágányok alá csak minimális kőzúzalékot raktak, ha raktak egyáltalán.
A városokon belül mint egy normál villamos vagy egy felszínen vezetett metró képét mutatta, a városhatárt átlépve viszont már egy HÉV-hez hasonlított.
A legtöbb Interurban Indiana, Ohio, Pennsylvania, Illinois, Iowa, Utah és Kalifornia államokban épült, 1925-re a hálózatok hossza már meghaladta a 25 ezer km-et!
Amerikában, mikor az ágazat a csúcson járt, az ötödik legtöbb pénzt termelő szektor volt. De aztán több történelmi esemény hatására az ágazat súlyos problémákkal került szembe. A nagy gazdasági világválság, a felelőtlen építkezések és túlzásba vitt terjeszkedés, a fedezetlen kötvények és részvények kibocsátása miatt több társaság is csődbe jutott. Ezzel párhuzamosan megindult a motorizáció, az autógyártás és az országos autópálya-hálózat kialakítása is. Az Interurbanok nagy része néhány év alatt csődbe ment majd nyomtalanul eltűnt.
Európában a müncheni villamos 25-ös járata és az innsbrucki villamos 6-os vonala (Innsbrucker Mittelgebirgsbahn) tartozik ebbe a kategóriába.